# Jacaré (bairro do Rio de Janeiro)
O Jacaré é um bairro da Zona Norte do município do Rio de Janeiro.
Faz limites com os bairros Manguinhos, Benfica, Rocha, Riachuelo, Sampaio, Engenho Novo, Cachambi e Jacarezinho.
Seu IDH, no ano 2000, era de 0,839, o 59º melhor do município do Rio de Janeiro.

## História
Comunidade de caráter residencial e industrial, integra a favela do Jacaré, onde nasceu o ex-futebolista Romário.
O nome do bairro vem da palavra Yacaré ("o que é torto, sinuoso"), alusão às voltas do rio Jacaré, que nasce no morro do Elefante, e atravessa a região que já pertenceu ao Engenho Novo dos jesuítas.
Após a expulsão dos jesuítas pelo Marquês de Pombal, o engenho foi desmembrado em chácaras e propriedades rurais. Proprietários como Paim Pamplona e Adriano Müller loteavam o Jacaré fazendo surgir as ruas principais atuais - Dois de Maio e Lino Teixeira.
A partir da década de 1920 o bairro passa a ser efetivamente urbanizado e ocupado. Nessa época, iniciou-se a Favela do Jacarezinho, que se expandiu-se entre o rio Jacaré e a Fábrica Cruzeiro (depois General Electric - GE). Em 1992, a área do Jacarezinho foi desmembrada do bairro do Jacaré, transformando-se na região administrativa de Jacarezinho.
Na década de 1960, o governador Carlos Lacerda promoveu a ida de várias indústrias para o bairro de Jacaré, criando o Complexo Industrial do Jacaré, entre o rio Jacaré, as ruas Viúva Cláudio e Bráulio Cordeiro. Também abriu uma passagem por baixo da Linha Auxiliar, ligando o bairro a avenida Dom Helder Câmara (antiga Suburbana), ganhando dos moradores o nome de "Buraco do Lacerda". O Complexo ocupava cerca de 15 ruas do bairro com indústrias de calçados, bolsas, farmacêuticas, de vidros, roupas, metalúrgicas, de café, entre outras. Com a crise econômica das últimas décadas do século XX, a maioria de suas indústrias faliram ou tiveram as suas unidades reduzidas. Atualmente se verifica na região um grande número de galpões e prédios fechados, cercados por comunidades de baixa renda.
O principal acesso é a chamada Linha Verde, integrada ao túnel Noel Rosa e parcialmente construída na década de 1970, via projetada nos anos de 1960, ligando o Jacaré a Vila Isabel e a Maria da Graça.

## Confusão sobre a Comunidade do Jacaré
Como já foi falado, o Jacaré é um bairro oficial da região do Grande Méier, porém existe uma favela de mesmo nome, fazendo com que muitos acreditem que o bairro é uma favela o que na verdade é somente as mediações da Rua Camboriú, diferente do caso do bairro vizinho, Jacarezinho que é um bairro oficial e uma favela ao mesmo tempo.

## Dados
O bairro de Jacaré faz parte da região administrativa de Méier. Os bairros integrantes da região administrativa são: Abolição, Água Santa, Cachambi, Encantado, Engenho de Dentro, Engenho Novo, Jacaré, Lins de Vasconcelos, Méier, Piedade, Pilares, Riachuelo, Rocha, Sampaio, São Francisco Xavier e Todos os Santos.